# Hybická tiesňava
Hybická tiesňava je přírodní památka v katastrálním území obce Východná v okrese Liptovský Mikuláš v Žilinském kraji na Slovensku. Území bylo vyhlášeno v roce 1984 a jeho rozloha je 11,18 hektaru. Předmětem ochrany jsou kaňonovité úseky potoka Hybica, zaříznuté do terciérních vápenců, které vystupují z méně odolných hornin.